# ショッピングカート

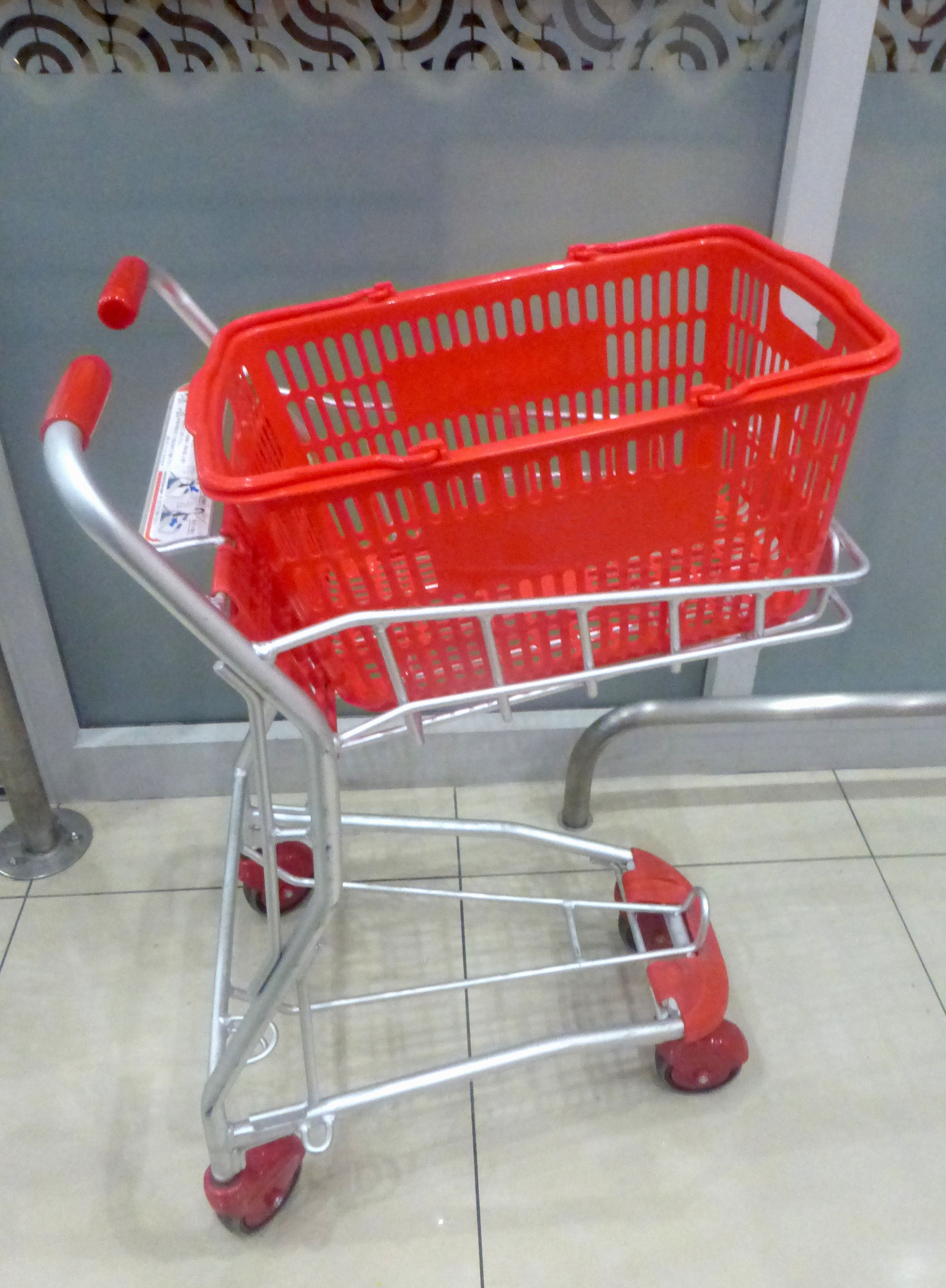
日本のショッピングカート

ショッピングカート (英: shopping cart) とは、セルフサービス方式の商店で商品を購入する際、購入を希望する商品を積載して持ち歩けるようにした台車である。
呼び方に関しては、イギリスでは「トロリー」。アメリカでもニューイングランドの一部では「キャリッジ」や「ショッピング・キャリッジ」と呼ぶ。またところによっては、「バスカート」ないし「バスケット」という呼び方がされるところもある。
日本では家庭用品品質表示法の適用対象とされており雑貨工業品品質表示規程に定めがある。
店舗での老朽化し処分された「中古ショッピングカート」も稀ではあるがインターネットオークション等で売られることがある。また閉店する店舗が自らそれまで使用されていたショッピングカートを販売することもある。購入客は買い物などで台車代わりに使用しているのが散見される。
また日本では荷車類のうちショッピングカートだけは歩行者の扱いを受ける。公道上を通行する事はあまりないが、駐車場等での法令上の扱いに関連する。

## 概要

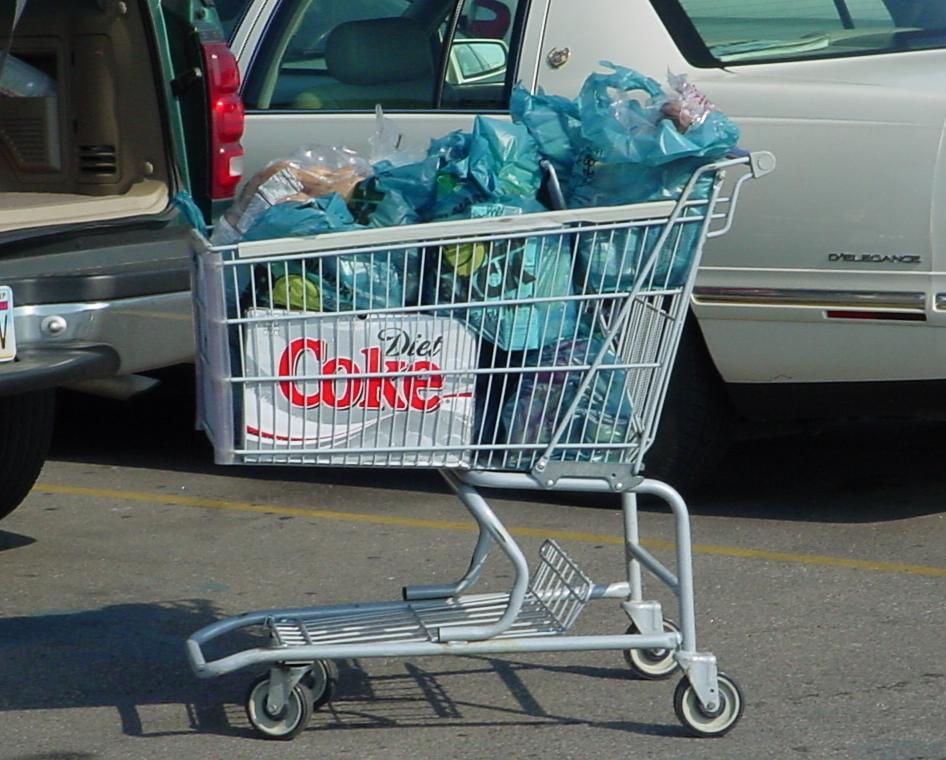
買い物袋が詰まったショッピングカート

ショッピングカートは、スーパーマーケットやデパート・ディスカウントストアなど、広い敷地面積をもつセルフサービス式の店舗で、消費者が商品を棚から取り分ける際に利用する台車である。
商品を直接カートに載せるものと、商品を入れた買い物カゴ（ショッピングバスケット）をカートに乗せる場合がある。一段式、二段式（上下二段のタイプ）、三段式（「く」の字型のタイプ）がある。また、幼い子ども連れの買い物客のために、乳母車のように幼児を乗せることができるようにしたタイプもある。
省スペース上の配慮から、ひとつのショッピングカートは同じタイプ同士を前後に深く重ね合わせられるよう形状が工夫され、店舗入口ではこの重ね合わさった列で置かれた状態の最後尾を引き抜いて使用する。この台車の利用には少なくとも対面する台車同士がすれ違えるだけの通路の幅が必要でもあるため、狭い店舗では利用し辛く、その点でコンビニエンスストアなどセルフサービス式の店舗であっても、利用できない形態も見られる。
特に台車の性質上でエレベーターの場合は乗り降りがやや面倒ともなるため、一般にショッピングカートを利用できるのは平面的な広い敷地面積をもつ施設となりがちである。日本国内ではデパ地下に代表される食料品売り場で普遍的に見ることが出来る。
また郊外型店舗では広い駐車場の中にまでショッピングカートで出入りできる所もあり、消費者は自分の車の所までカートを押して行って購入した商品を積み替え、空になったカートは駐車場内の所定の場所に放置できるようになっているサービスも見られる。これらは店舗の係員が駐車場内を巡回して回収している。

## 様々なショッピングカート

### 機能・素材

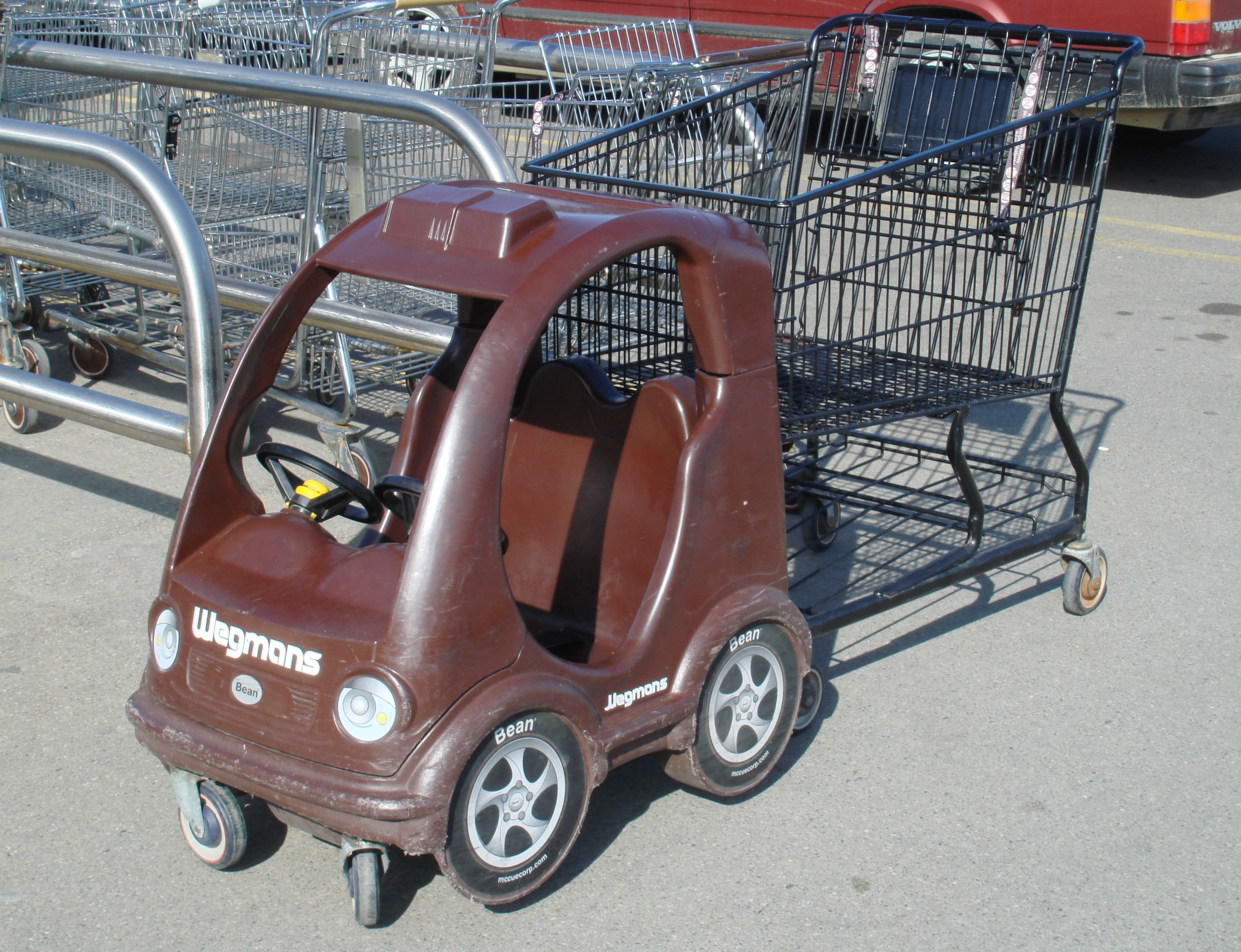
おもちゃの乗り物付きカート

客が様々な場所に放置すると回収に手間取るため、利用の際には錠に硬貨を差し込んでロックを解除し、客が所定の置き場に戻すと硬貨が戻る仕組みを取り入れたものもある。
種類によっては家族連れで幼児が居る家庭に特化し、子供を座らせるためのシートを持つものや、あるいは子供の娯楽のために乗り物状の構造をして、屋根部分に買い物かごをのせるものもみられる。このカートは乗用玩具とは違い子供が操作して移動することはできないが、乗り物に乗った雰囲気で子供を楽しませることが出来るよう工夫されている。
電動乗用型のショッピングカートが存在する。

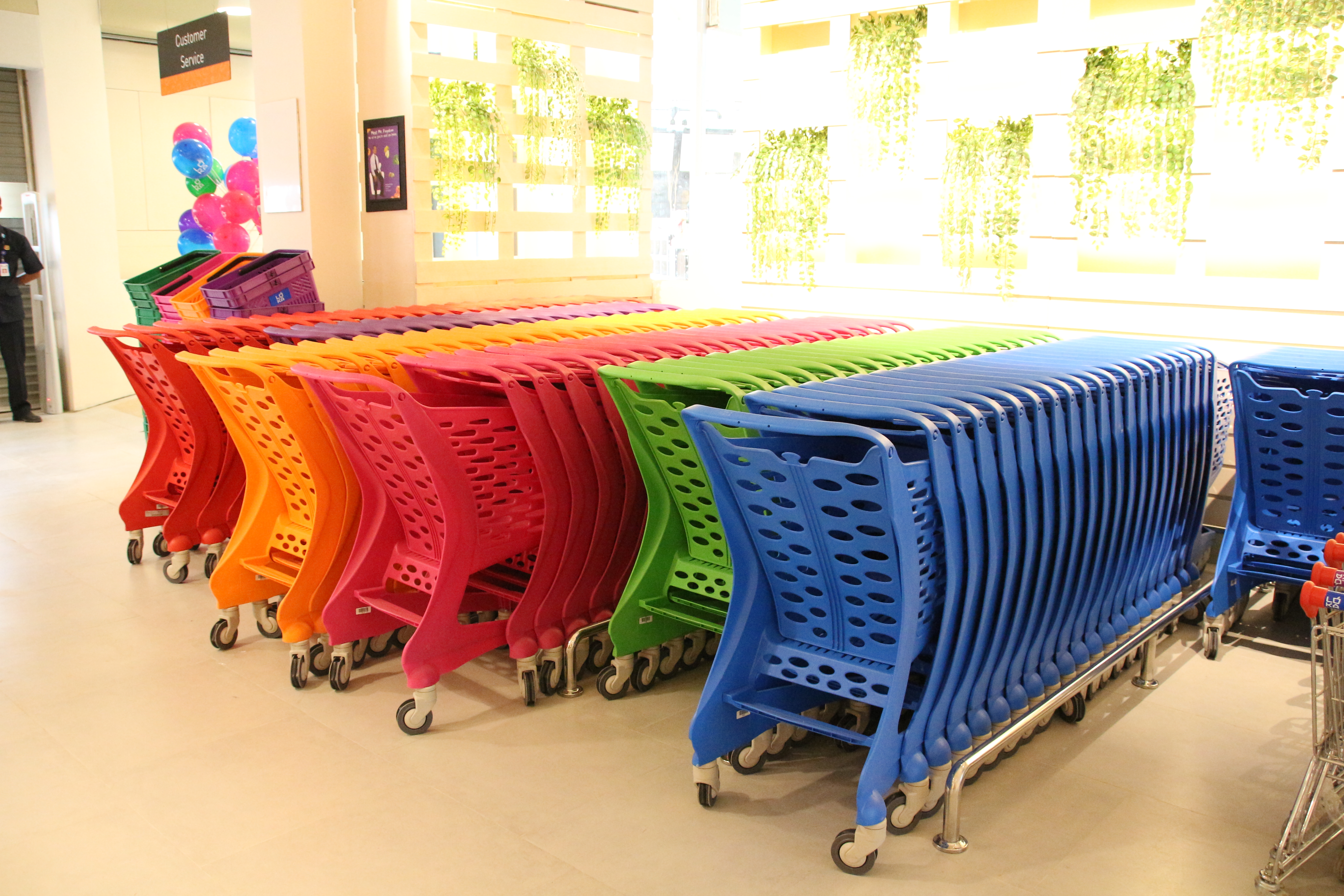
樹脂によるカート
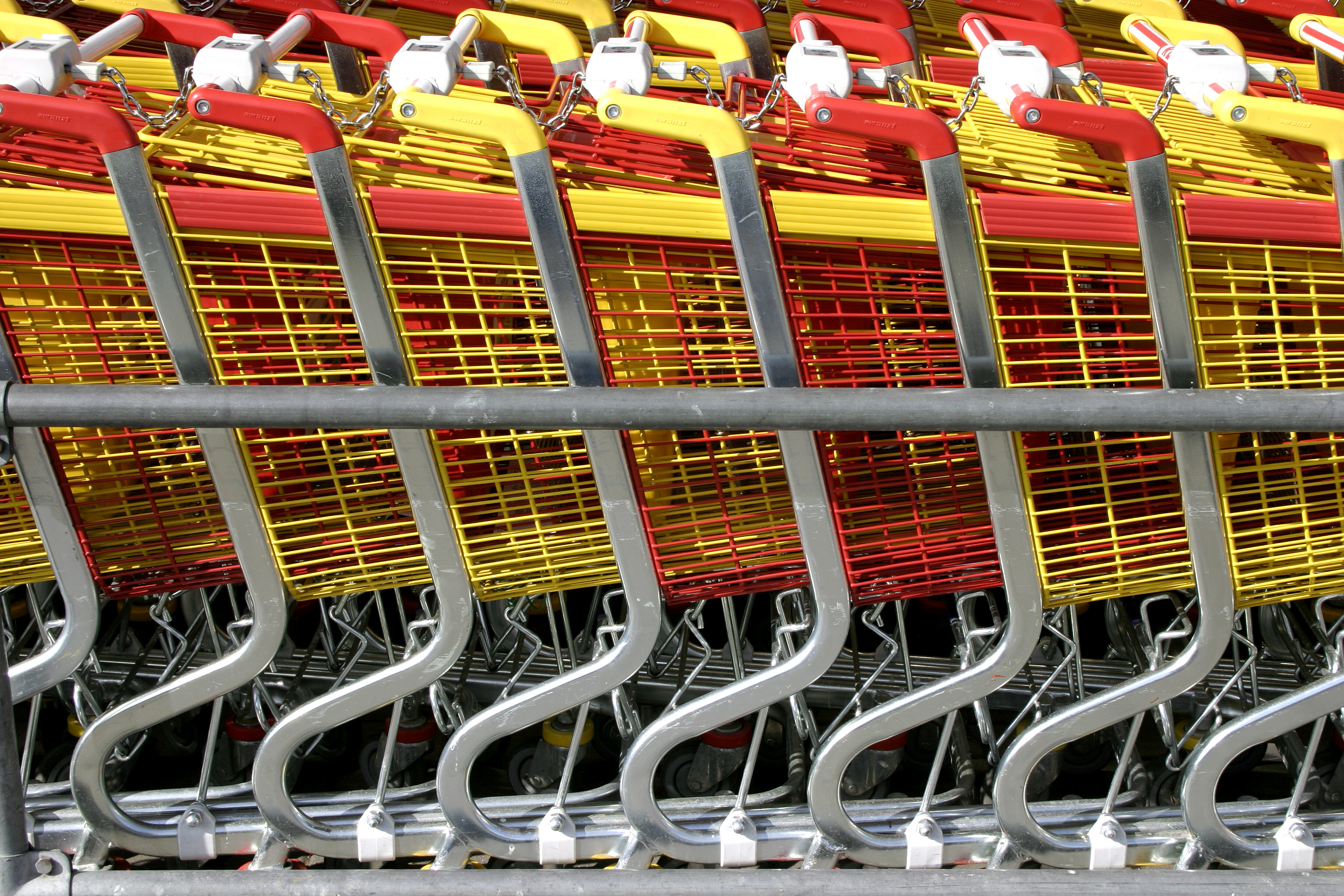
硬貨投入式カート
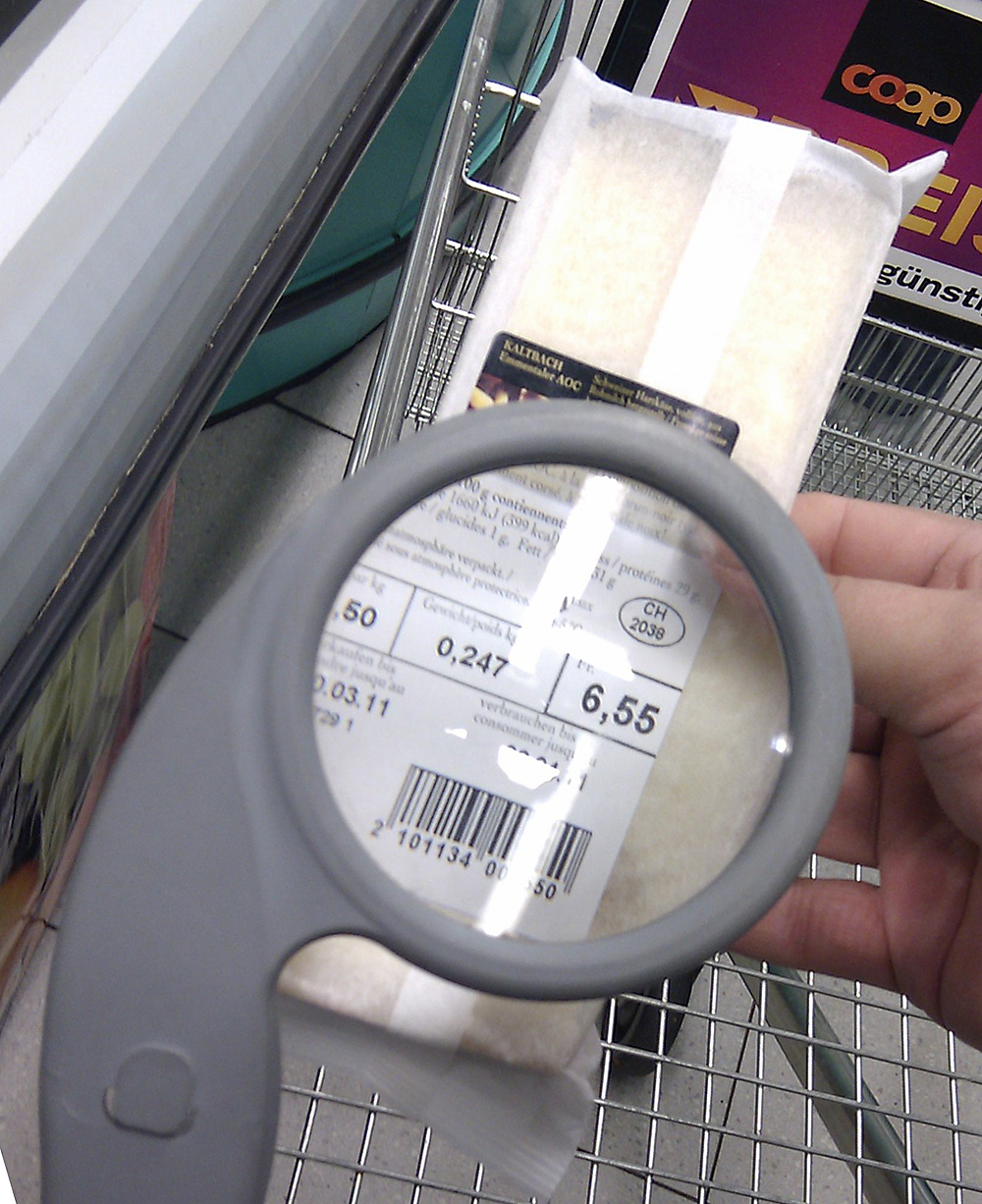
虫眼鏡付きカート
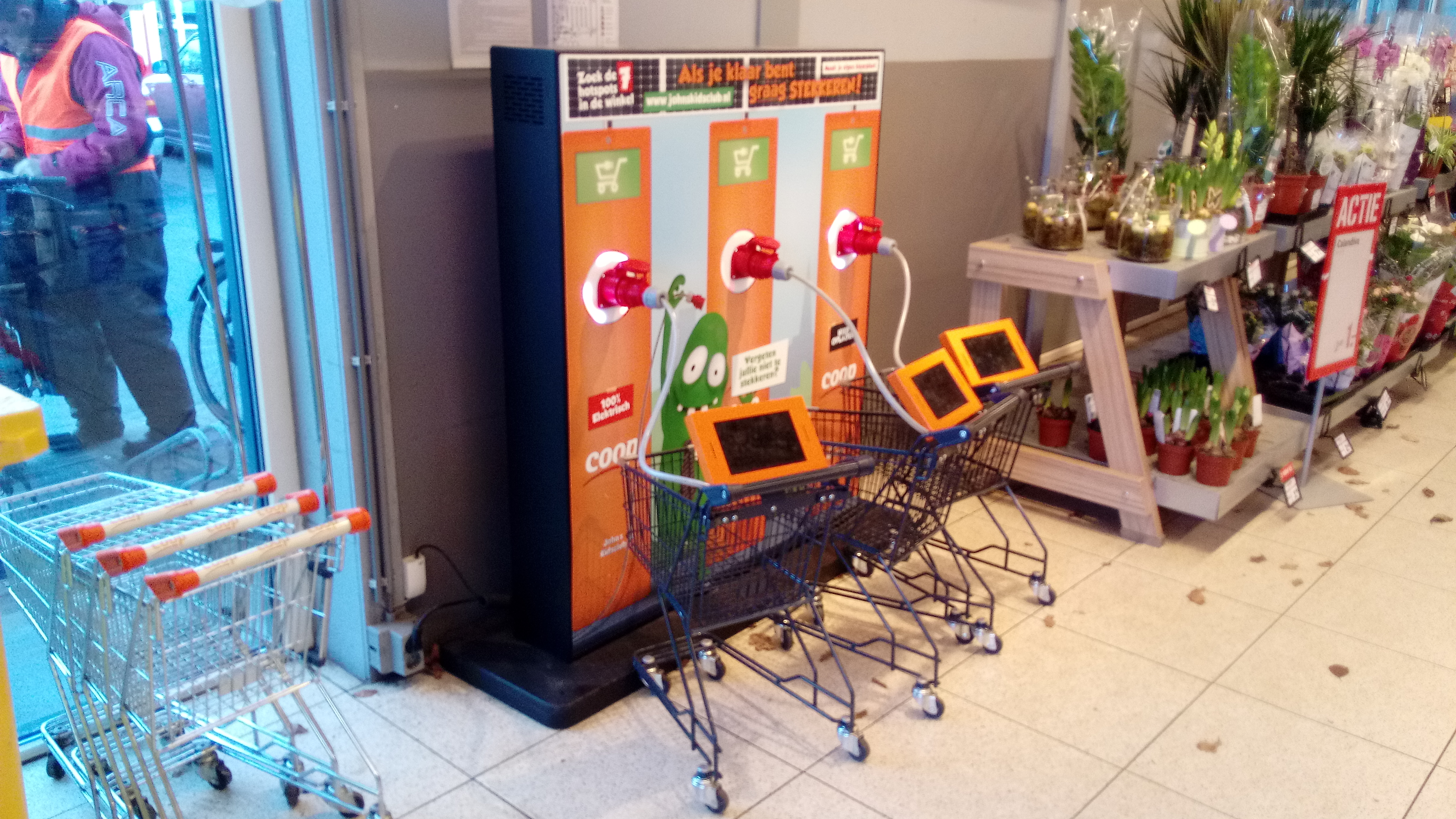
ゲームを付けたカート
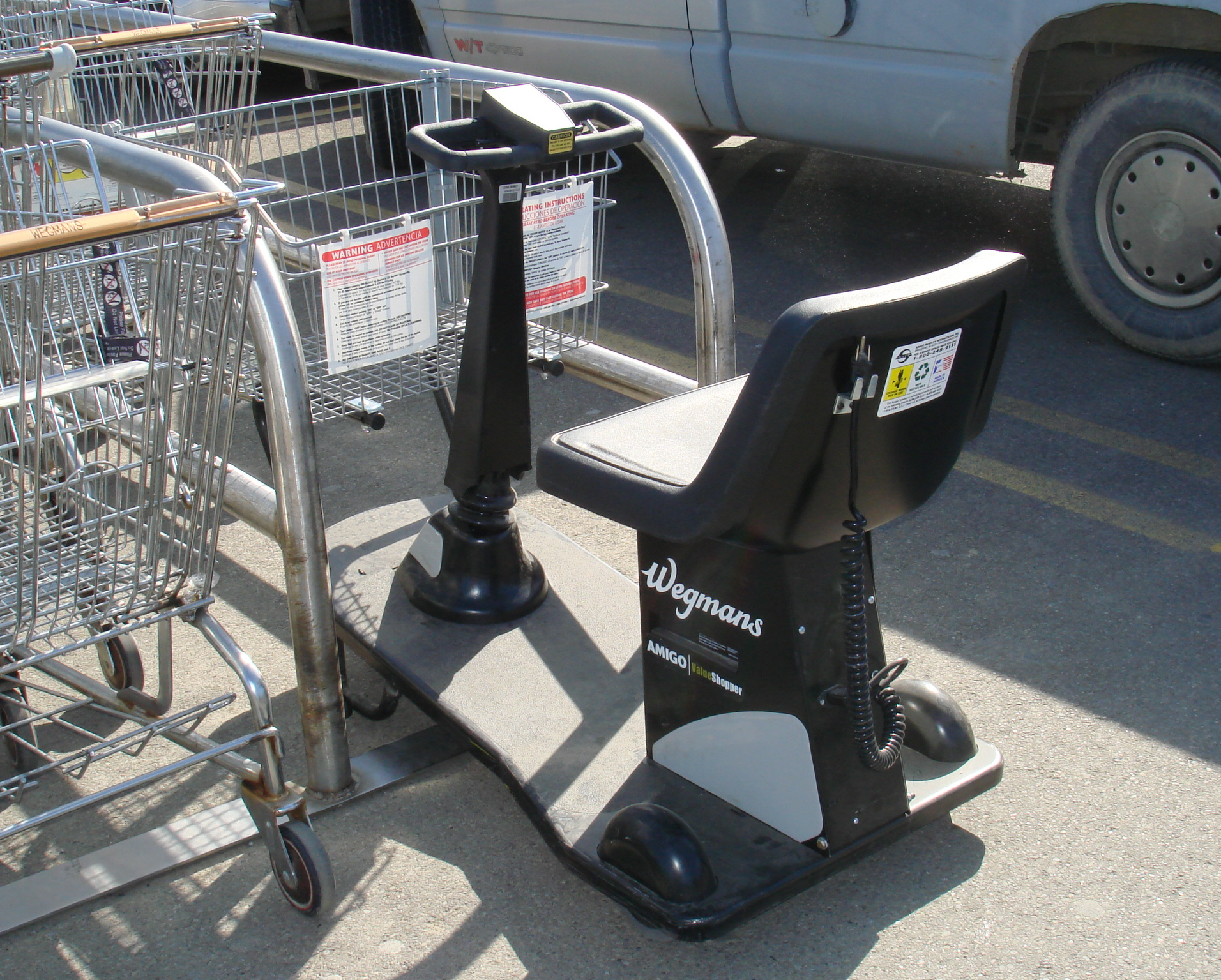
電動カート

### 店舗に依存しないショッピングカート

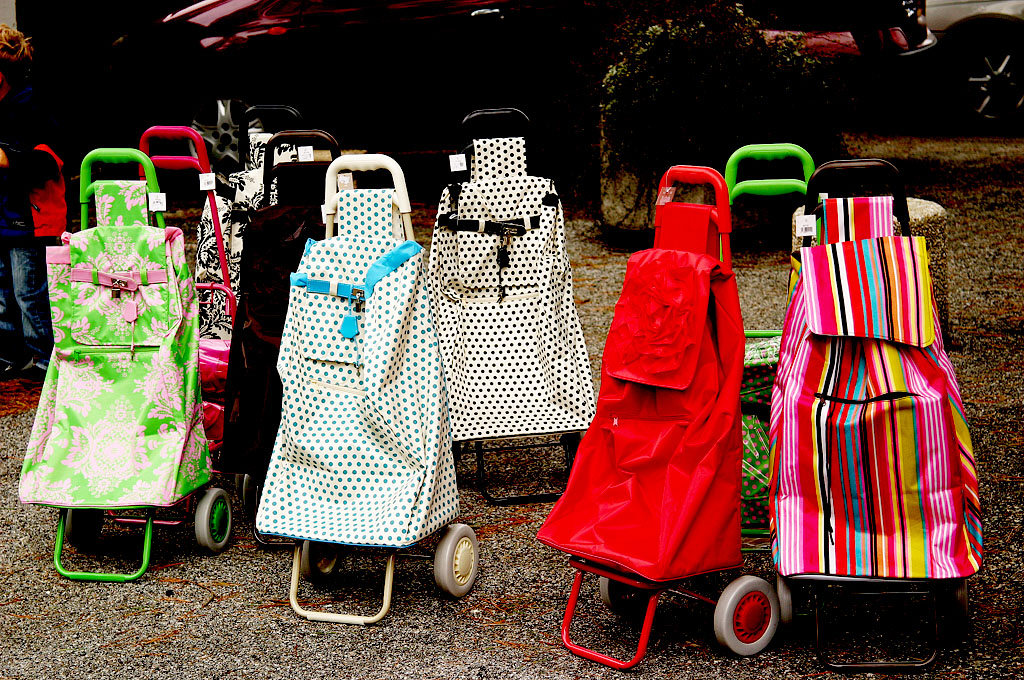
店舗に依存しないショッピングカート

上に述べたのは店舗側が客の利便性に配慮して設置しているショッピングカートだが、これとは別に個人で所有できるショッピングカートも存在する。ものとしては乳母車のようなものから、台車然としてかごを持たないものまで様々である。
日本では1980年代頃より高齢者向けのショッピングカート（シルバーカー・歩行補助器具の一種）が普及しており、買い物に出た高齢者が買った食料品などを納めて運搬するために利用される。製品によっては簡易的な椅子の機能を備え、ブレーキを固定することで、上に腰掛けて休むことが出来るように設計されている。また、内部の生鮮食品の温度が上がりすぎないよう、断熱構造を持つ製品も見られる。これは、出かける回数を減らすために一度の買い物で大量に食品を買うが、疲れ易いために休み休み運搬できるように、という配慮である。

## 歴史
ショッピングカートが初めて登場したのは、1937年6月4日のことである。アメリカ・オクラホマ州の「ピグリー・ウィグリー」 (Piggly-Wiggly) というスーパーマーケットチェーンを経営するユダヤ系アメリカ人のシルヴァン・ゴールドマン（Sylvan Goldman）が発案したものである。彼は機械工のフレッド・ヤングの手助けにより、木製の折りたたみイスをベースにした自分の設計に基づいて最初のショッピングカートを組み立てた。
彼らはショッピングカートを金属製の枠に車輪と鉄線の買い物かごを取り付けた。別の機械工アーサー・コステッドがそれに工夫を加え、鉄線を整形し、溶接して、作業ラインに乗せて大量生産できるようにした。このカートは、1940年4月9日に米特許番号2,196,914号を取得（整理番号の日付は、1938年3月14日）、名称は「セルフサービス店での買い物かごキャリアー」となっている。彼らはこの発明を、目新しい提案の一部として「買い物かごを持たないでお買い物に」という宣伝文句とした。
しかし、彼らの発明はなかなか普及しなかった。男性はそれを軟弱で女々しいとみなし、女性はそれに乳母車を連想した。ある女性客は「私なんかもう、この前乳母車を押してから随分久しいもんだわ」と嫌そうな感想を漏らした。この発明品は幾度ともなく改良を加えられ、ゴールドマンは来店する客に挨拶をする度に、その便利さを説明した。その甲斐あってショッピングカートは人気を博するようになり、ゴールドマンは億万長者になった。
それでも彼はショッピングカートの改良を続け、ショッピングカートの買い物かごのサイズが大きくなれば、お客はそれだけ多く買い物をしてくれることに注目、買い物かごのサイズはますます大きくなっていった。今日では、ほとんどの大規模小売店やスーパーで、客の便宜のためにショッピングカートを備え付けている。

## 運用と管理

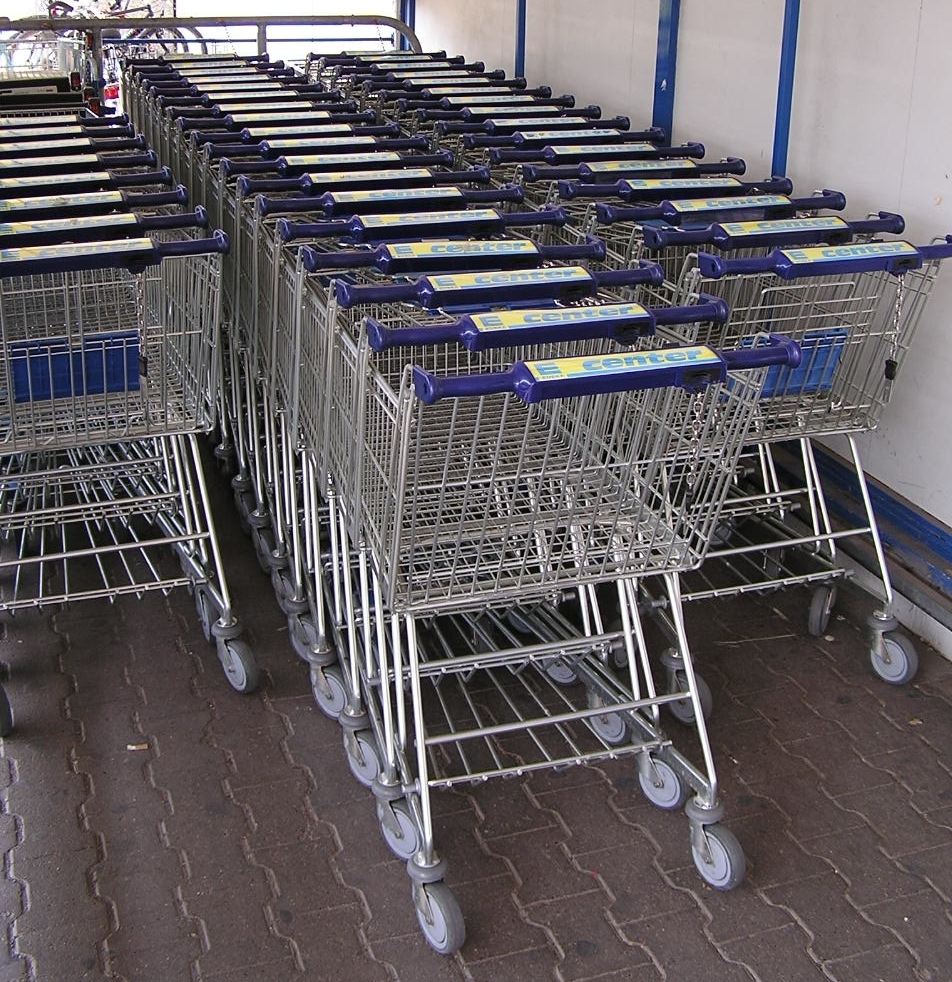
整然と並べられたカート

ショッピングカートは同じタイプ同士を前後に深く重ね合わせられるよう形状により、省スペースを配慮している。店舗入口ではこの重ね合わさった列で置かれており、広い駐車場を持つ商業施設では駐車場所までショッピングカートで出入りできる所もあり、利用者はカートを自分の車の所まで移動して商品を積み替え、空になったカートは駐車場内の所定の場所に放置できるようになっているサービスも見られる。
階層のある商業施設内での移動では、台車の性質上でエスカレーターなどの移動設備に一緒に載せれないが、カート専用のエスカレーターを並走させて対応しているケースもある。エレベーターの場合は乗り降りがやや面倒ともなるため、一般にショッピングカートを利用できるのは平面的な広い敷地面積をもつ施設となりがちである。日本国内ではデパ地下に代表される食料品売り場で普遍的に見ることが出来る。
また、コンビニエンスストアなどの狭い店舗では、よりコンパクトなショッピングカートを提供している。
駐車場を持つ店舗などでは係員が巡回してカートを回収している。硬貨・トークンを入れることで使用でき、所定の置き場に戻すと硬貨・トークンが戻る仕組みとしてコイン式ロックのカートがある。

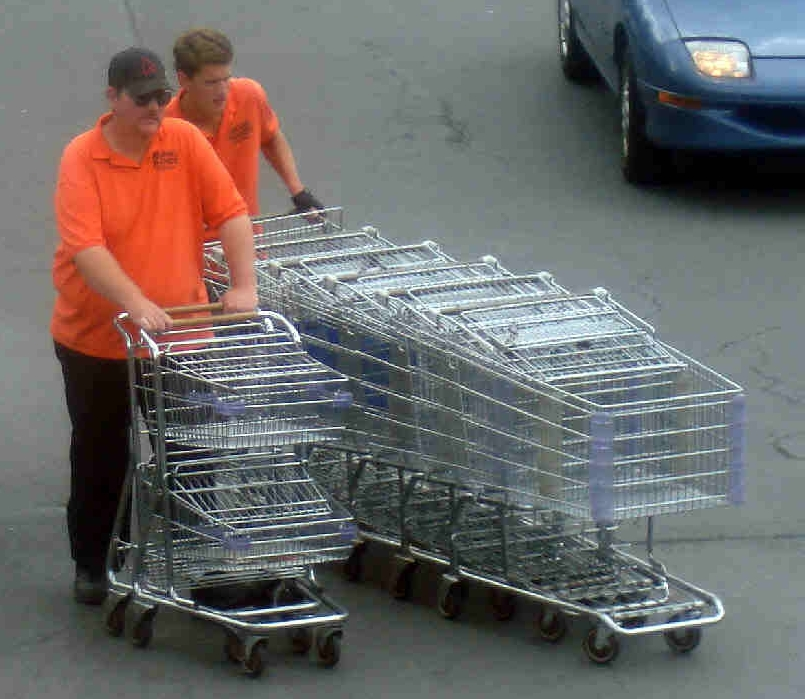
カートの回収作業
- カートの消毒作業
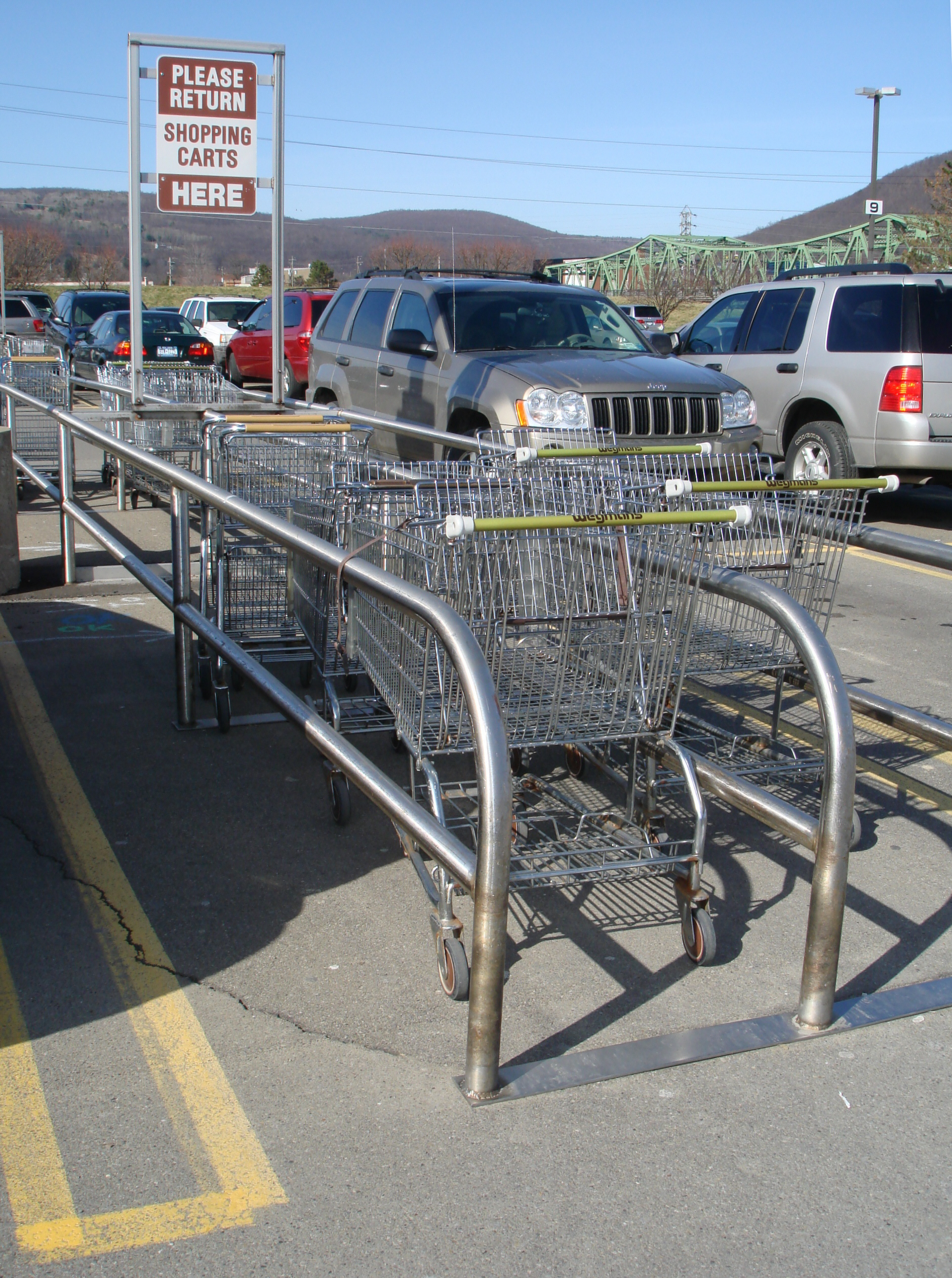
駐車場にある回収場
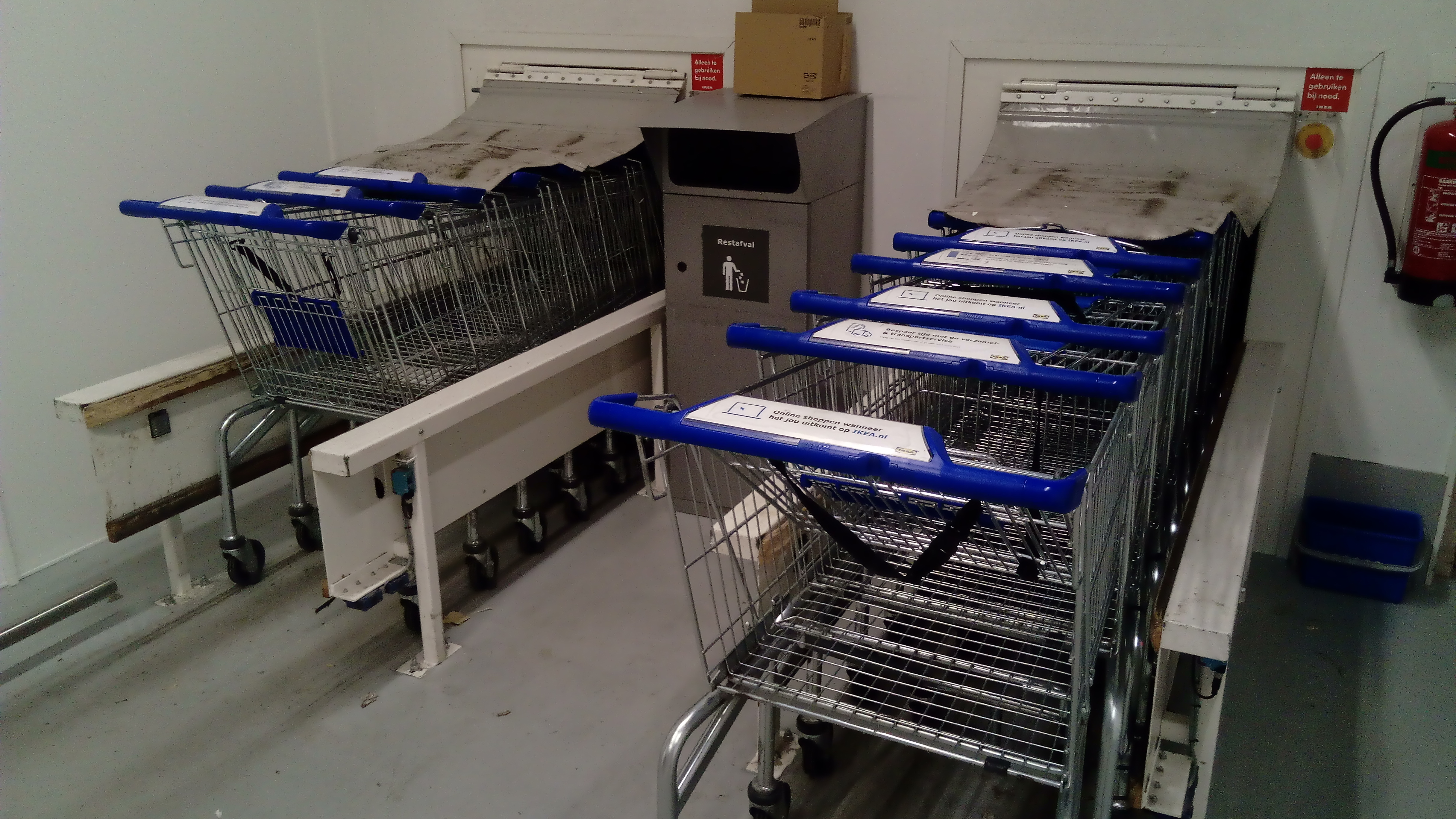
カートのディスペンサー
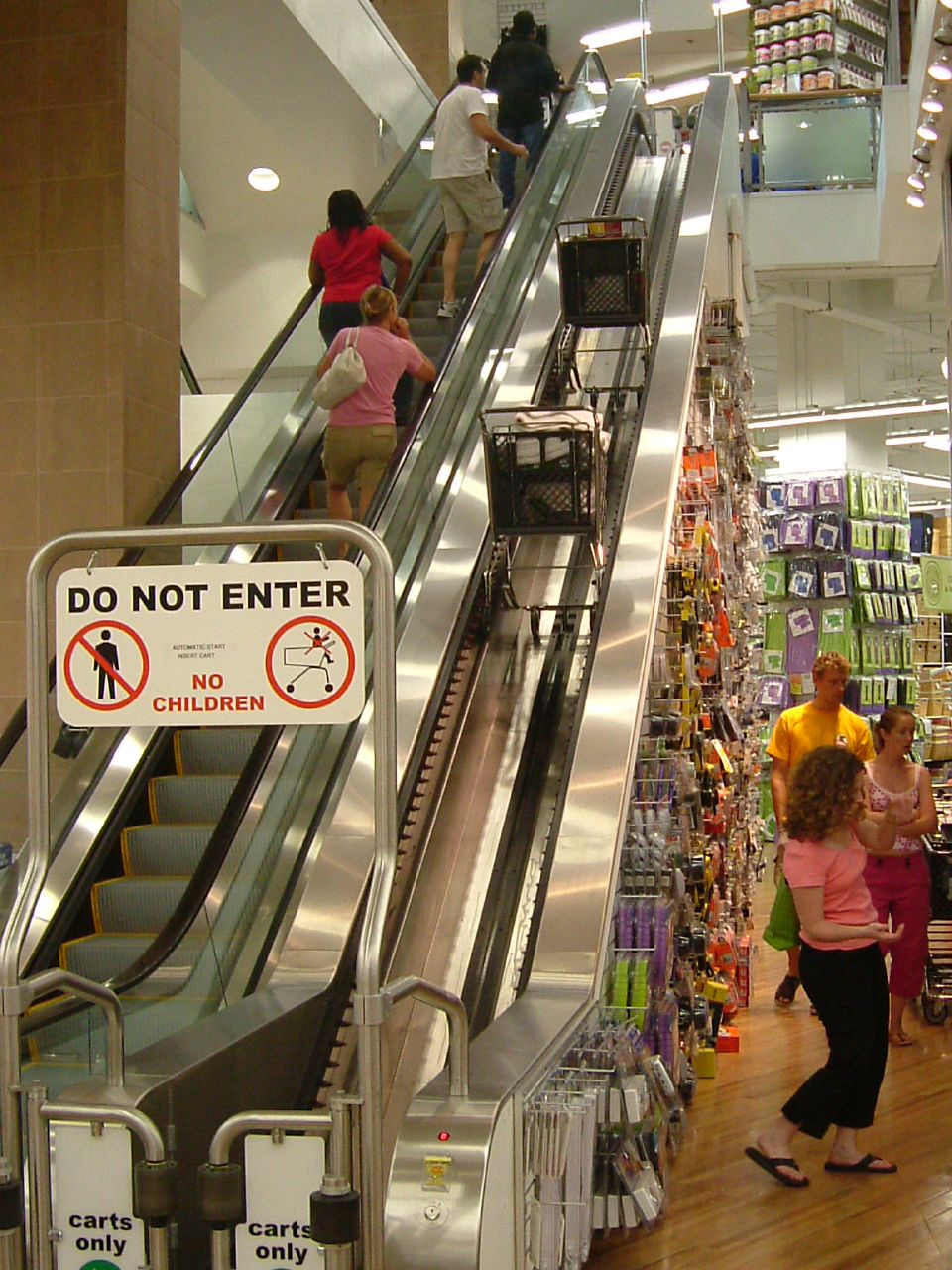
エスカレーターに載せられたカート
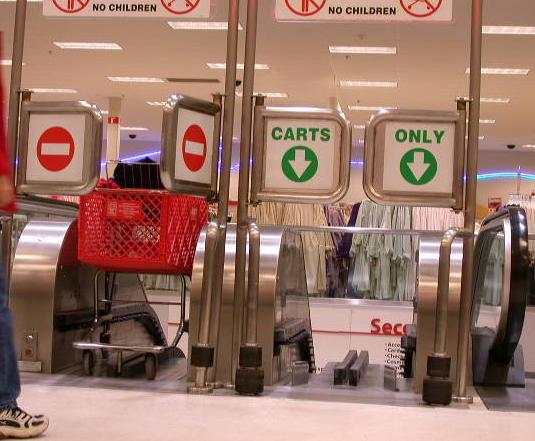
カート用エスカレーターの上り口と下り口

## ショッピングカートにまつわる問題

### 放置ショッピングカート

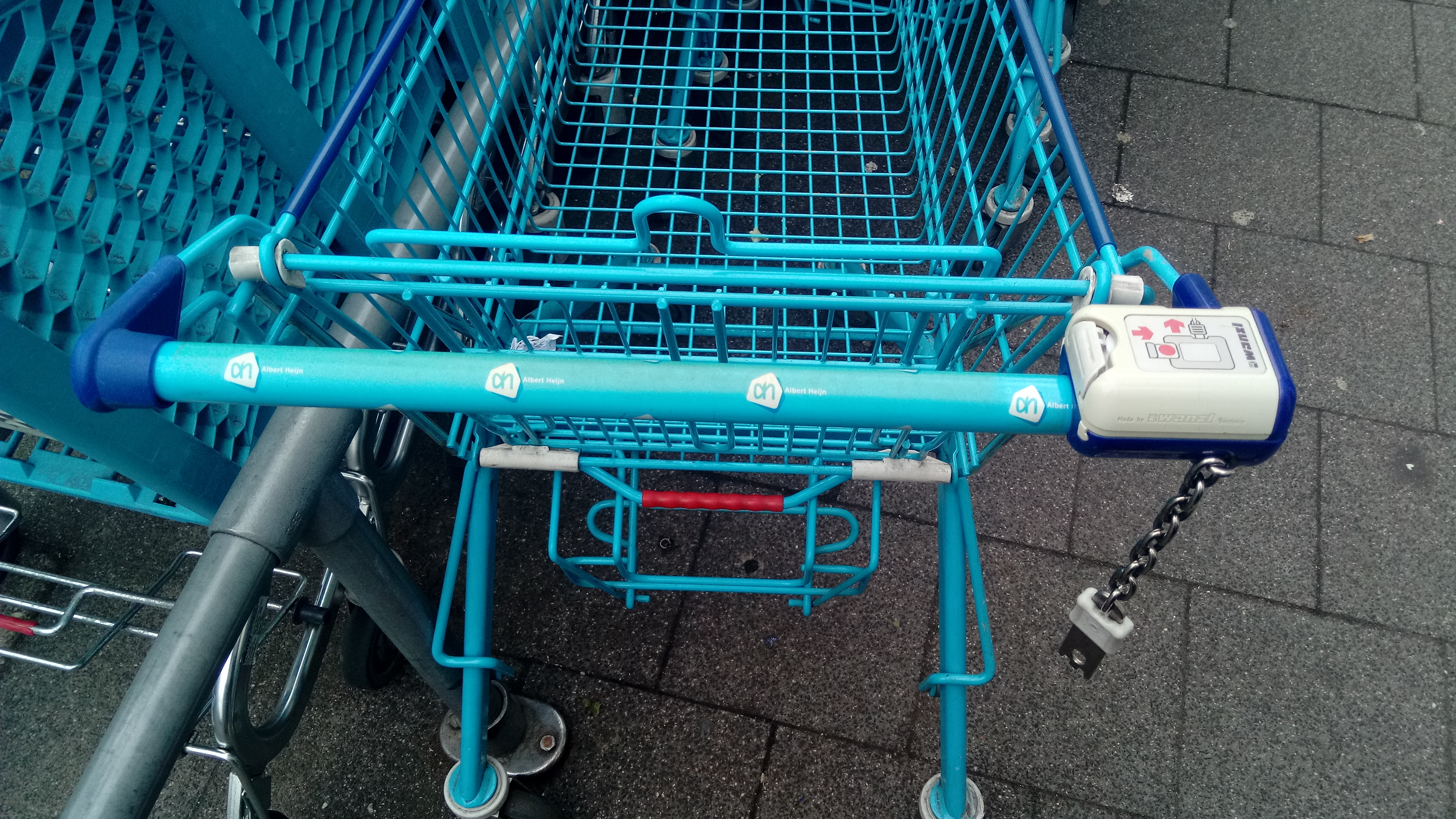
コイン式ロックカート（→拡大写真）

前述のスラングの通り、店舗に設置してあるショッピングカートを無断で店舗の敷地外に持ち出して自分の物にしたり、敷地外に持ち出した後でその辺の空き地や歩道などに放置するといった問題行為が、アメリカなどを中心にしばしば発生しており、万一発覚した場合には原則的に窃盗罪や横領罪などの扱いとなる。これに対して、一部の店舗では敷地外にカートが持ち出された場合、自動的にそれを検知して、カートのタイヤにロックを掛けるシステムを搭載している。
元々ショッピングカートの車輪は、道路での使用に耐えるような耐久性はなく、このように持ち出されて破損したショッピングカートの補修費用や、店舗外に放置されたショッピングカートの回収費用、紛失したショッピングカートの費用が店舗の負担となっている。
近年は日本でもこうした「放置ショッピングカート」が散見されるようになってきており、マナーの向上が求められている。

## ショッピングカートとスラング
米国で「ショッピングカートレディ」というと、ホームレスの女性を指している。これらの人々は空缶や空き瓶拾いなどで容量の大きなショッピングカートを（設置店舗に無断で）使い、これらリサイクル資源を回収してまわり、それらを売って生活費を稼いでいるためである。

## 法令
日本の道路交通法上、一般的なショッピングカート、キャリーカート、トロリーバッグやトロリーケースは、常識的な車両の総重量や大きさを大きく超えない限り、「歩行補助車等」として扱われる（動力有りの場合は、法定の要件を満たす必要がある）。よって、原則として歩行者扱いとなる（歩行者が通行させている場合に限る）。詳細な条件や具体例については、「歩行補助車」を参照のこと。

## 主なメーカー
日本
- KAWAJUN
- スーパーメイト
- 大和産業
- 太陽ビルメン
- 中日産業
- OKAMURA

・太幸
・ケイズテック西日本

## インターネットにおけるショッピングカート
インターネット上の通信販売で一般に「ショッピングカート」というと、CGIを利用して買いたい商品を一時的にリストアップできる機能（ウェブアプリケーション）である。ショッピングサイトによっては「買い物かご」と呼ぶ場合もある。この機能ではショピングサイト側のサーバーとHTTP cookieを利用した働きにより、購入しようと選択した商品のリストが自動的に作成され、商品選択やショッピングカート確認の都度、合算した金額が示されるようになっている（ただし商品価格の合計金額は、送料や決算方法や梱包に伴う手数料などは別である場合も少なくない）。
なおインターネットを利用したオンライン販売では、操作ミスや通信トラブルなどの問題が懸念されるため、これらショッピングカート機能では一旦「どんな商品を選択したか」が購入決定前に何度でも確認できるようになっており、これは上に述べた台車としてのショッピングカート同様に「間違って買ってしまう」事故が防げると考えられている。消費者はこのリストを見て、誤った操作でリストに加えてしまった必要の無い商品の購入操作を、簡単に取り消すことができる。
最終的にリストを見ながら操作間違いなどが無い事を確認した消費者は、購入決定の操作を行うことで、商品の購入から精算・届け先の指定といった操作に進むことが出来る。なお最終的な購入決定の操作を行うまでは、リスト上の商品が発注処理されることは無いため、現実のショッピングカートとは違い、必要ならいつでもウェブブラウザを閉じるなどして「ショッピングカートを放り出して買い物を中止する」ことが可能である。しかしショッピングサイト側の設定などによっては、一定時間内のセッションは保持されたままである場合もあり、閉じたブラウザを開きなおして再び同じウェブサイトに接続すると、中断したままのショッピングカートのリストが（概ね数時間から1日程度）残っている場合がある。
これらの機能は、特定商取引法など消費者保護の観点にたったもので、消費者が機械の操作ミスで不要な商品を購入しないようにとの配慮による。この問題に関しては、日本では1990年代末頃に増大し始めた電子商取引需要にも関連し、国民生活センターにもインターネット経由の通信販売に苦情が寄せられ始めた頃に議論となった。このため、1回商品画像がクリックされた程度では注文されないよう、二重・三重の確認操作が必要になった。
なお、この機能は市販のCGIパッケージソフトウェアのほか、電子商店街ウェブサイトが提供するサーバーとセットになったパッケージも見られる。前者はオンライン販売業を行おうとする者にとって、別途レンタルサーバーと契約する必要があるほかにもCGIやHTMLの基礎知識がないと扱いが難しい製品も見られるなど、やや技術的なハードルも高いが、後者は電子商店街を経営する企業と契約した後は、電子掲示板やブログのような操作感覚で商品を登録、販売業務を行えるサービスも見られる。